# Scuola del Santissimo Sacramento a San Zaccaria
Pour les articles homonymes, voir Scuola del Santissimo Sacramento.
La scuola del santissimo Sacramento abritait une école de dévotion et de charité de la ville de Venise. Elle est située sur le campo San Zaccaria dans le sestiere de Castello.

## Historique
En 1607, pour le nouveau siège de la schola Santissimo, les moines de San Zaccaria concédèrent trois faces centrales, sur les onze qui délimitent le côté nord du campo, en échange des locaux cédés en 1450 par l'école des saints Zaccaria et Lazzaro.
Les confrères ont déménagé ici en 1698, venant d'un local qui était situé dans le Campo San Provolo, à proximité.
Le local de cette confrérie flanque l'église et sert maintenant d'entrepôt aux outils de l'église elle-même.